# Choi Soo-Yeon
Choi Soo-Yeon (en coreano: 최수연; 23 de noviembre de 1990) es una deportista surcoreana que compite en esgrima, especialista en la modalidad de sable.
Participó en los Juegos Olímpicos de Tokio 2020, obteniendo una medalla de bronce en la prueba por equipos. Ganó dos medallas de bronce en el Campeonato Mundial de Esgrima en los años 2018 y 2019.

## Palmarés internacional
| Juegos Olímpicos   | Juegos Olímpicos   | Juegos Olímpicos  | Juegos Olímpicos  |
| Año                | Lugar              | Medalla           | Prueba            |
| ------------------ | ------------------ | ----------------- | ----------------- |
| 2020               | Tokio (Japón)      | Medalla de bronce | Sable por equipos |
| Campeonato Mundial |                    |                   |                   |
| Año                | Lugar              | Medalla           | Prueba            |
| 2018               | Wuxi (China)       | Medalla de bronce | Sable por equipos |
| 2019               | Budapest (Hungría) | Medalla de bronce | Sable por equipos |